# فرانك دبليو. بويكن
فرانك دبليو. بويكن هو سياسي أمريكي، ولد في 21 فبراير 1885 في Bladon Springs, Alabama ‏ في الولايات المتحدة، وتوفي في 12 مارس 1969 في واشنطن العاصمة في الولايات المتحدة. نشط حزبياً في الحزب الديمقراطي. وقد انتخب عضو مجلس النواب الأمريكي ‏ (30 يوليو 1935 – 3 يناير 1963).